# Sand in Taufers
Sand in Taufers (Italiaans: Campo Tures) is een gemeente in de Italiaanse provincie Zuid-Tirol (regio Trentino-Zuid-Tirol) en telt 5.371 inwoners (31-12-2015). De oppervlakte bedraagt 164,5 km², de bevolkingsdichtheid is 32 inwoners per km².

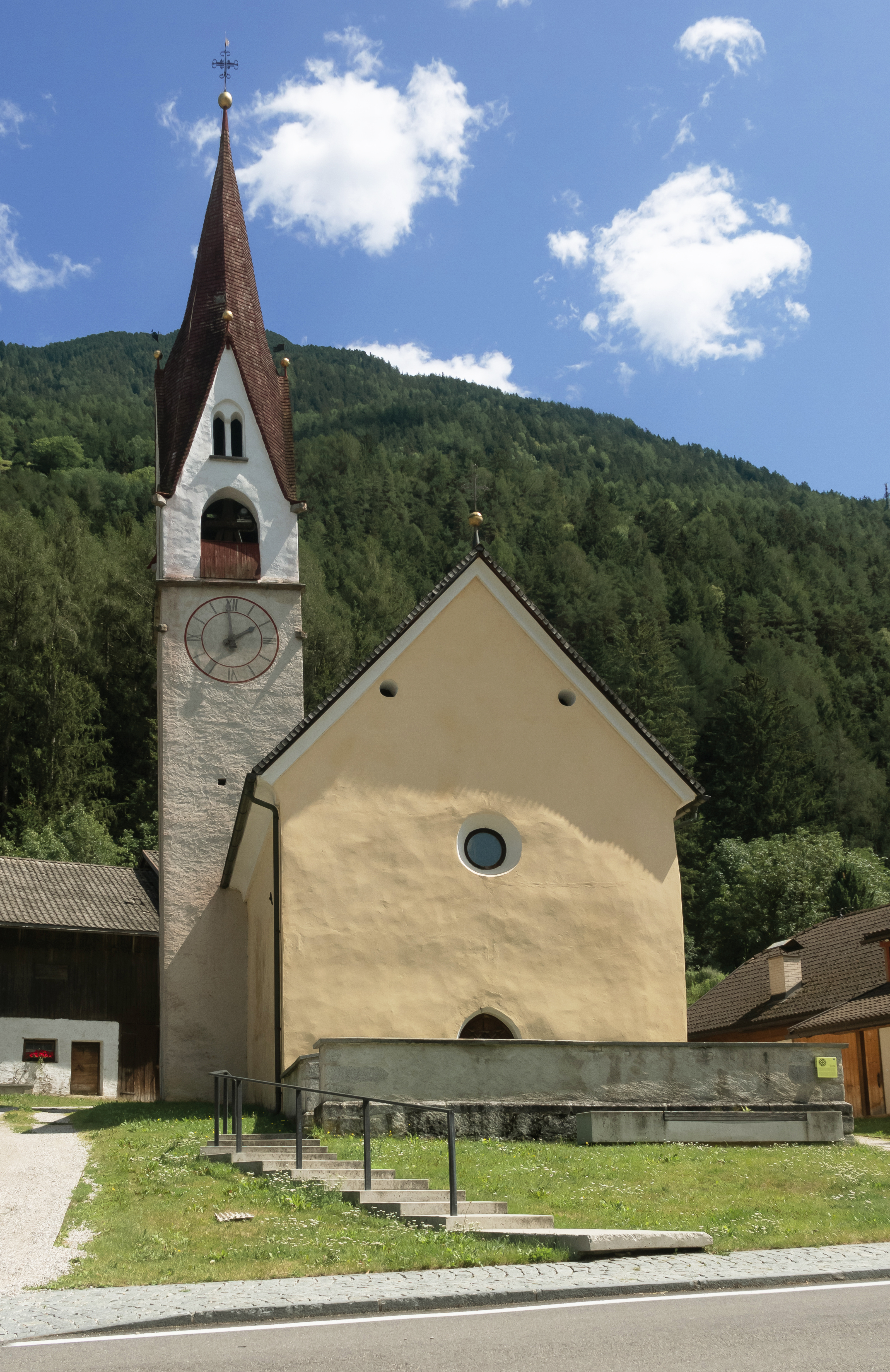
Kematen, kerk: Pfarrkirche Sankt Anna

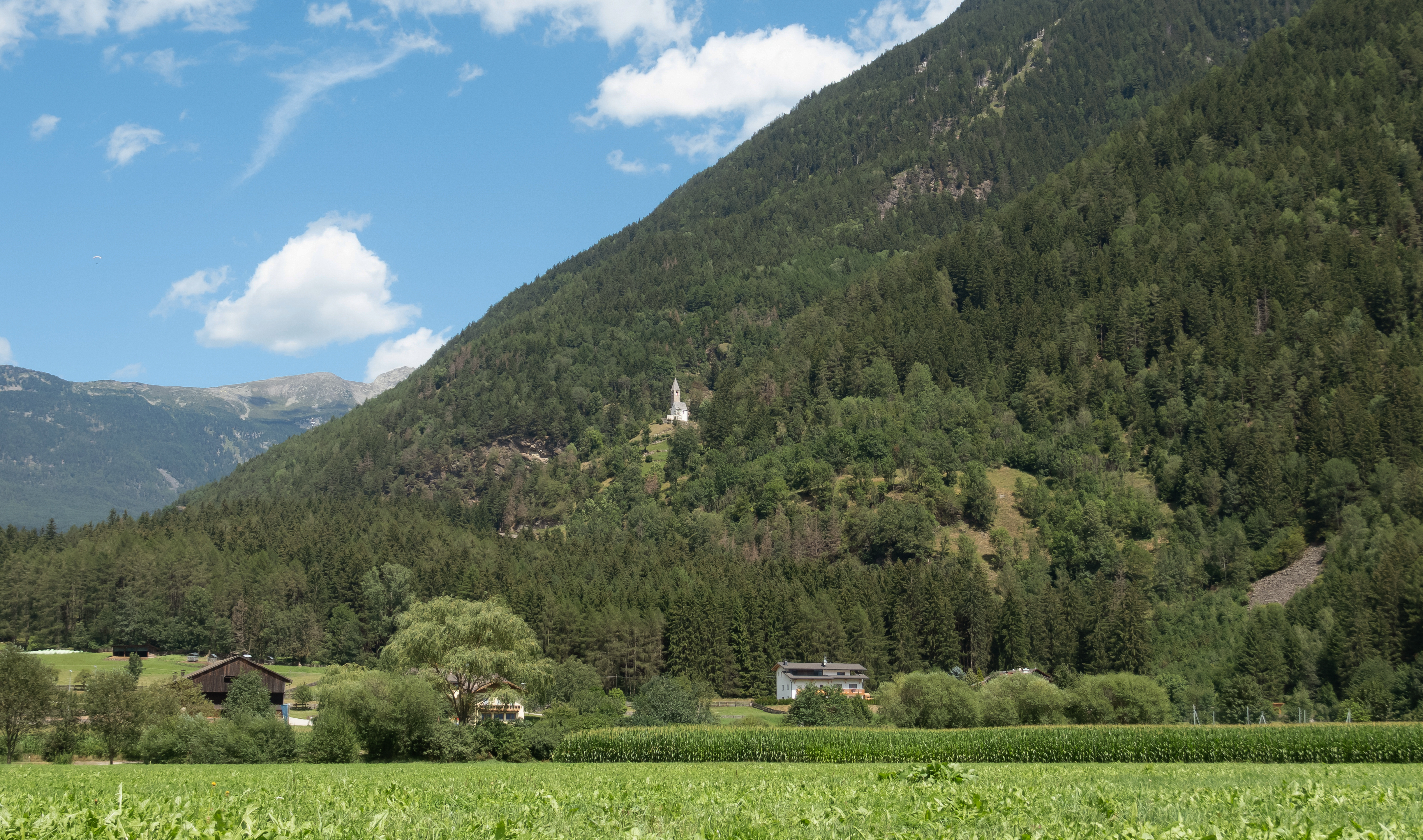
bij Kematen, kerk: Sankt Walburg

## Geografie
De gemeente ligt op ongeveer 864 m boven zeeniveau.
Sand in Taufers grenst aan de volgende gemeenten: Ahrntal, Gais, Mühlwald, Percha, Prettau, Rasen-Antholz.

## Geboren
- Hans Kammerlander (1956), alpinist en skiër